# Йордан (име)
Йорда̀н; Йорданка, Юрдан е име с еврейски произход.
Йордан означава „спускам се“ или „тека“ (от ивритското ha-yarden). Името идва от река Йордан – реката, която „разделя Светите Земи на две части“, и в която е кръстен Исус Христос. Става лично име, след като кръстоносци донесли вода от реката, за да кръстят децата си.
Имен ден се празнува на Богоявление (Йордановден) – 6 януари.